# John Salmons
John Rashall Salmons (12 de diciembre de 1979; Filadelfia, Pensilvania) es un exjugador de baloncesto estadounidense que disputó 12 temporadas en la NBA. Con 1,98 metros de altura, jugaba en la posición de escolta.

## Carrera deportiva

### Instituto y universidad
Fue al instituto Plymouth-Whitemarsh High School en el estado de Pensilvania, donde se proclamó campeón estatal en el año 1997 consiguiendo además llegar a los 1000 puntos durante su estancia allí. En el año 1998 comenzó su periplo universitario en la Universidad de Miami, en la cual concluyó su ciclo universitario con unos promedios de 10,4 puntos, 5.5. rebotes, 3.5 asistencias y 1.5 robos por partido.

### NBA
Salmons fue seleccionado en el puesto número 26 del Draft de la NBA de 2002 por los San Antonio Spurs. Fue enviado a los Philadelphia 76ers, donde estuvo bastante discreto y promedió tan solo 4.1 puntos por juego, y más tarde a los Kings, donde firmó un contrato multianual y pasó tres años en los que tuvo buenas temporadas, especialmente en la última, donde una inusitada mejora de su lanzamiento de tres puntos lo convirtió en un anotador muy solvente. En diciembre de 2006 consiguió su primer triple-doble ante Denver Nuggets, con 21 puntos, 11 rebotes y 10 asistencias.
El 19 de febrero de 2009, Sacramento Kings traspasó a Salmons y a Brad Miller a Chicago Bulls a cambio de Andrés Nocioni, Drew Gooden, Michael Ruffin y Cedric Simmons. Con las nuevas incorporaciones Chicago empieza una remontada en la tabla alcanzando la séptima plaza para playoff del Este. Su rival en postemporada son los Boston Celtics, actuales campeones. La serie fue especialmente igualada yéndose a los siete partidos, seis de ellos con prórrogas, pero finalmente los Bulls fueron eliminados. La mejor actuación de Salmons en la serie fue en el cuarto partido (127-128 para Chicago) donde anotó 35 puntos incluyendo un tapón en la segunda prórroga a un triple de Paul Pierce en los últimos segundos que daba la victoria a los Bulls.
El 18 de febrero de 2010, Salmons fue traspasado a Milwaukee Bucks a cambio de Hakim Warrick y Joe Alexander.
El 23 de junio de 2011, fue traspasado a Sacramento Kings en un traspaso a tres bandas.
El 8 de diciembre de 2013, Salmons, Greivis Vásquez, Patrick Patterson y Chuck Hayes fueron enviados a los Toronto Raptors, a cambio de Rudy Gay, Quincy Acy y Aaron Gray.
El 30 de junio de 2014, Salmons fue traspasado junto con una selección de segunda ronda para el draft de 2015 a los Atlanta Hawks, a cambio de Louis Williams y los derechos de Lucas Nogueira. El 10 de julio de 2014, fue despedido por los Atlanta Hawks.
El 26 de agosto de 2014, firmó un contrato para jugar con los New Orleans Pelicans.
El 19 de febrero de 2015, Salmons fue traspasado a los Phoenix Suns en un acuerdo entre tres equipos que involucró a los New Orleans Pelicans y a Miami Heat. Salmons fue cortado dos días después.

## Estadísticas de su carrera en la NBA

### Temporada regular
| Año     | Equipo       | PJ  | PT  | MPP  | %TC  | %3P  | %TL   | RPP | APP | ROB | TPP | PPP  |
| ------- | ------------ | --- | --- | ---- | ---- | ---- | ----- | --- | --- | --- | --- | ---- |
| 2002-03 | Philadelphia | 64  | 1   | 7.9  | .414 | .323 | .743  | .9  | .7  | .3  | .1  | 2.1  |
| 2003-04 | Philadelphia | 77  | 24  | 20.8 | .387 | .340 | .772  | 2.5 | 1.7 | .8  | .2  | 5.8  |
| 2004-05 | Philadelphia | 58  | 8   | 17.1 | .405 | .341 | .729  | 2.1 | 2.0 | .7  | .2  | 4.1  |
| 2005-06 | Philadelphia | 82  | 24  | 25.1 | .420 | .299 | .775  | 2.7 | 2.7 | .9  | .2  | 7.5  |
| 2006-07 | Sacramento   | 79  | 19  | 27.0 | .456 | .357 | .779  | 3.3 | 3.2 | .9  | .3  | 8.5  |
| 2007-08 | Sacramento   | 81  | 41  | 31.1 | .477 | .325 | .823  | 4.3 | 2.6 | 1.1 | .4  | 12.5 |
| 2008-09 | Sacramento   | 53  | 53  | 37.4 | .472 | .418 | .823  | 4.2 | 3.7 | 1.1 | .2  | 18.3 |
| 2008-09 | Chicago      | 26  | 21  | 37.7 | .473 | .415 | .843  | 4.3 | 2.0 | 1.0 | .6  | 18.3 |
| 2009-10 | Chicago      | 51  | 28  | 33.2 | .420 | .380 | .789  | 3.4 | 2.5 | 1.3 | .4  | 12.7 |
| 2009-10 | Milwaukee    | 30  | 28  | 37.6 | .467 | .385 | .867  | 3.2 | 3.3 | 1.1 | .1  | 19.9 |
| 2010-11 | Milwaukee    | 73  | 70  | 35.0 | .415 | .379 | .813  | 3.6 | 3.5 | 1.0 | .4  | 14.0 |
| 2011-12 | Sacramento   | 46  | 32  | 27.2 | .409 | .295 | .644  | 2.9 | 2.0 | .8  | .2  | 7.5  |
| 2012-13 | Sacramento   | 76  | 72  | 30.0 | .399 | .371 | .773  | 2.7 | 3.0 | .7  | .3  | 8.8  |
| 2013-14 | Sacramento   | 18  | 8   | 24.7 | .350 | .381 | 1.000 | 2.6 | 2.4 | .7  | .4  | 5.8  |
| 2013-14 | Toronto      | 60  | 0   | 21.4 | .368 | .388 | .733  | 2.0 | 1.7 | .6  | .2  | 5.0  |
| Total   | Total        | 874 | 429 | 26.8 | .432 | .366 | .800  | 3.0 | 2.5 | .9  | .3  | 9.4  |

### Playoffs
| Año   | Equipo       | PJ | PT | MPP  | %TC  | %3P  | %TL   | RPP | APP | ROB | TPP | PPP  |
| ----- | ------------ | -- | -- | ---- | ---- | ---- | ----- | --- | --- | --- | --- | ---- |
| 2003  | Philadelphia | 6  | 0  | 2.7  | .000 | .000 | .000  | .5  | .0  | .0  | .0  | .0   |
| 2005  | Philadelphia | 2  | 0  | 2.0  | .000 | .000 | .000  | .0  | .5  | .0  | .0  | .0   |
| 2009  | Chicago      | 7  | 7  | 44.7 | .402 | .316 | .853  | 4.4 | 2.3 | 1.3 | 1.0 | 18.1 |
| 2010  | Milwaukee    | 7  | 7  | 40.7 | .404 | .174 | .964  | 3.7 | 4.0 | 1.4 | .6  | 17.0 |
| 2014  | Toronto      | 6  | 0  | 12.8 | .294 | .167 | 1.000 | 1.0 | .8  | .3  | .0  | 2.2  |
| Total | Total        | 28 | 14 | 24.8 | .393 | .243 | .877  | 2.4 | 1.8 | .8  | .4  | 9.3  |